# Sospensione pneumatica

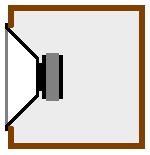
Diffusore acustico a sospensione pneumatica (cabinet chiuso)

La sospensione pneumatica è il montaggio dell'altoparlante, tipicamente un woofer, sul pannello anteriore di una cassa acustica completamente chiusa, in modo che le frequenze emesse posteriormente dalla membrana dell'altoparlante vadano ad espandersi all'interno di un volume chiuso.

## Storia
La tecnica fu messa a punto nel 1954 da Edgar Villchur, e portata in ambito commerciale dallo stesso Villchur e da Henry Kloss con la fondazione della Acoustic Research.

## Descrizione
L'aria contenuta all'interno del mobile agisce sulla membrana come una molla frenante i cui effetti si combinano con le caratteristiche elettroacustiche dell'altoparlante; rispetto al funzionamento in aria libera, o in una cassa aperta, si ottiene l'eliminazione del cortocircuito acustico. Operando inoltre opportunamente sul dimensionamento della cassa e sulla composizione del materiale assorbente interno, si può ottimizzare la risposta alle frequenze più basse secondo le necessità di progetto. Un sistema acustico operante in sospensione pneumatica, definito anche "compressione pneumatica", si lascia apprezzare per l'assenza di colorazione. Il suono di una cassa acustica si definisce "colorato" quando è alterato da frequenze spurie che non sono presenti nel suono originario. Talvolta le colorazioni possono risultare gradevoli all'orecchio non allenato ma alla lunga "stancano" l'ascolto e danno una connotazione artificiale al suono. Le casse in sospensione invece diffondono un suono pulito, neutro, asciutto, in grado di restituire in modo realistico le parti più difficili di un programma musicale, come ad esempio violenti stacchi orchestrali, le frequenze emesse dal basso elettrico, la definizione della voce maschile. In genere con la musica da camera la miglior qualità della compressione raggiunge il suo più alto livello, mentre la musica Rock può essere percepita come "soffocata" ma oltre un certo limite entriamo nel campo della soggettività. Il punto debole di questo sistema acustico è il compromesso stringente tra estensione in basso della risposta, dimensioni dell'altoparlante e del mobile ed efficienza (volume di suono emesso a parità di potenza elettrica applicata).
I sistemi bass reflex offrono al progettista ulteriori variabili che possono aiutare nella ricerca di compromessi più favorevoli, con vantaggi che talvolta possono superare i limiti.
Il marchio Acoustic Research storicamente viene considerato il punto di partenza del suono in sospensione, con la produzione di sistemi che ancora oggi risultano essere un riferimento, come ad esempio le casse AR3a ed AR6.
La disponibilità del completo modello matematico degli altoparlanti a radiazione diretta, divulgato negli anni '70 e noto come Parametri di Thiele & Small, ha consentito l'affermarsi del sistema bass reflex capace di assecondare la progressiva domanda di mobili più compatti, e con componentistica più piccola ed economica, senza eccessivo sacrificio dell'estensione di risposta.